# Noyelles-sur-Mer
Noyelles-sur-Mer är en kommun i departementet Somme i regionen Hauts-de-France i norra Frankrike. Kommunen ligger i kantonen Nouvion som tillhör arrondissementet Abbeville. År 2022 hade Noyelles-sur-Mer 641 invånare.

## Befolkningsutveckling
Antalet invånare i kommunen Noyelles-sur-Mer
| Referens: INSEE |